# 北頭洋公廨
22°48′07″N 120°37′46″E / 22.801902°N 120.629446°E
北頭洋公廨，現為北頭洋立長宮。是位於臺灣臺南市佳里區海澄里北頭洋的西拉雅族寺廟。為臺灣原住民平埔族西拉雅族蕭壠社的公廨，祭祀阿立祖。位於佳里區慶長宮之後。地屬玉勅皇勅金唐殿境內第八角頭。
今日北頭洋立長宮磚造紅瓦的漢廟型式為民國四十四年（1955年）所建，門口有鹽分地帶文學家、臺南縣知名醫師吳新榮所提「一口檳榔祭阿立祖，千壺醇酒念先住民」對聯，取名「立長宮」有「阿立祖源遠流長」之意。:78-79該地以每年農曆三月二十九日舉辦北頭洋夜祭最為有名。

## 歷史
「北頭洋」（Pataran）意為發祥地，或有「巫女之山」的意思，原為西拉雅族蕭壠社的舊社地。此地原是平原，後為苓仔寮的兩座飛沙所掩沒，形成稱為「飛沙崙」的小沙丘。清乾隆到道光年間蕭壠社族人被政府半鼓勵半強迫配合番屯政策而往內山遷移，往今東山區丘陵與平原交接處擔任屯守工作。當地族人信奉祖靈阿立祖，早期當地設有私人公廨。
日治時期，佳里街的吳新榮醫師於昭和十七年（1942年）於《臺灣文學雜誌》發表〈北頭平埔遺跡〉一文，描述佳里北頭洋地區阿立祖祀壺現象，被視為臺南地區研究報導祀壺現象的濫觴。受到吳新榮報導的吸引，當時日籍學者國分直一，隨即拜訪吳新榮並前往北頭洋、新化知母義等地作祀壺調查，並在雜誌《民俗臺灣》陸續發表〈阿立祖巡禮記〉、〈祀壺之村〉等文描述1940年代臺南地區的西拉雅祀壺信仰。:142
在國分直一所著的〈阿立祖巡禮記〉中，就有對當時北頭洋公廨留下文字及照片。劉斌雄據國分直一所載的照片，轉述蕭壠社公廨的模樣為竹柱草屋、地面以磚瓦為祭壇、上面擺許多壺罐、各罐插一把甘蔗葉，壇前低一層的扁平磚瓦上供檳榔。:25-26
現代北頭洋公廨的起源據說於二次大戰後，民國三十五年（1946年）該地居民楊江山私祀的觀音佛祖降乩指示，把北頭洋楊春連、楊來傑、黃旺朝、楊永上、楊澤龍及楊江山六戶，共番仔寮二戶合計八戶的私人祀奉阿立祖，集中於楊江山家旁搭建的竹樑、竹柱、茅草屋「竹籠仔厝」內合祀，:26

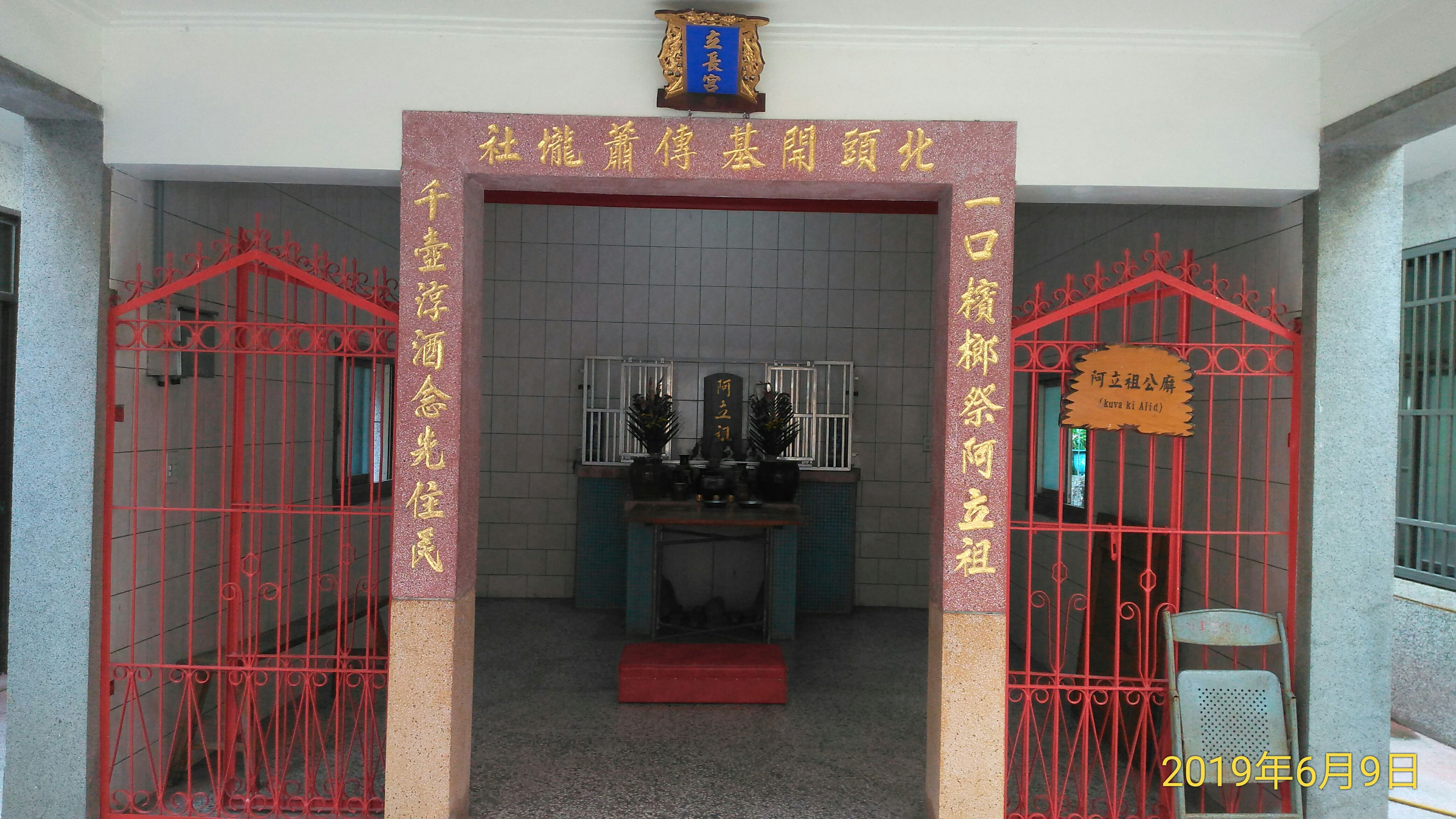
北頭洋立長宮門口，為吳新榮所撰「一口檳榔祭阿立祖，千壺醇酒念先住民」。

民國四十四年（1955年）北頭洋公廨改建為現今規模。當年三月，北頭部落協議將各家庭的阿立祖壺整理為一處，並由西拉雅族後裔黃仙景教員委請吳新榮撰寫柱聯。吳新榮受託寫下「一口檳榔祭阿立祖，千壺醇酒念先住民」，橫楣「北頭開基傳蕭壟社」，以便赴農曆三月廿九祭典之用。
民國五十年（1961年），北頭洋當地的「私佛仔」（原為私人「爐主」家中供奉的觀音佛祖）因信眾日增，遂有轉為「公佛仔」，尋求建廟。最後在「佛祖媽」與「阿立祖」協調下，阿立祖願提供土地，同意「佛祖媽」在廟前興建宮廟，即「慶長宮」。:26

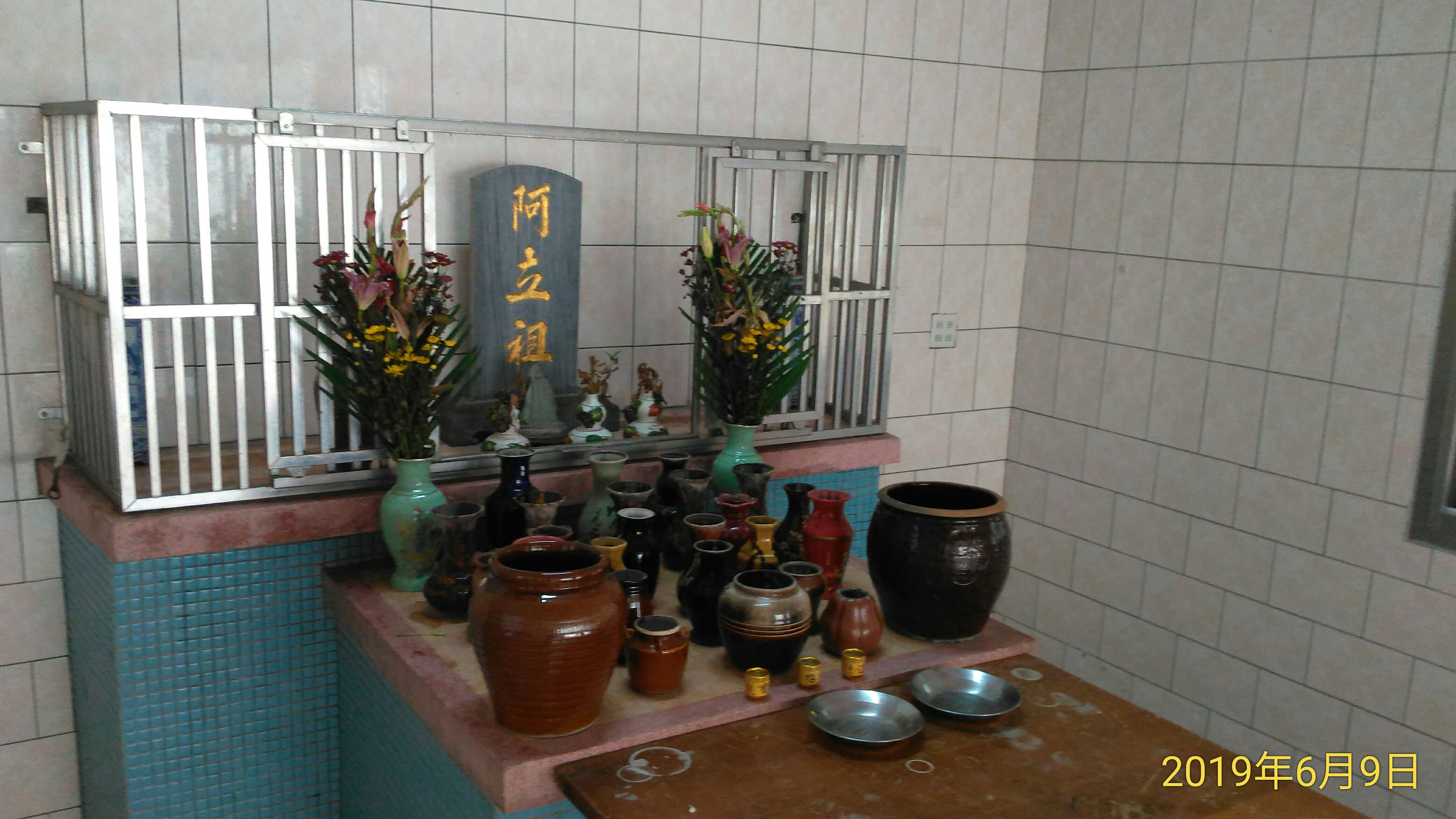
北頭洋立長宮內部，可見祭祀阿立祖的壺。

民國五十八年（1969年），「立長宮」重修為現貌。廟身改為水泥鋼筋建築，木樑、木柱，屋頂改為琉璃瓦。公廨三面牆外部改為「洗石子」，內部則黏貼白色磁磚。祭壇及地面則為「磨石子」。:28

## 宗教活動

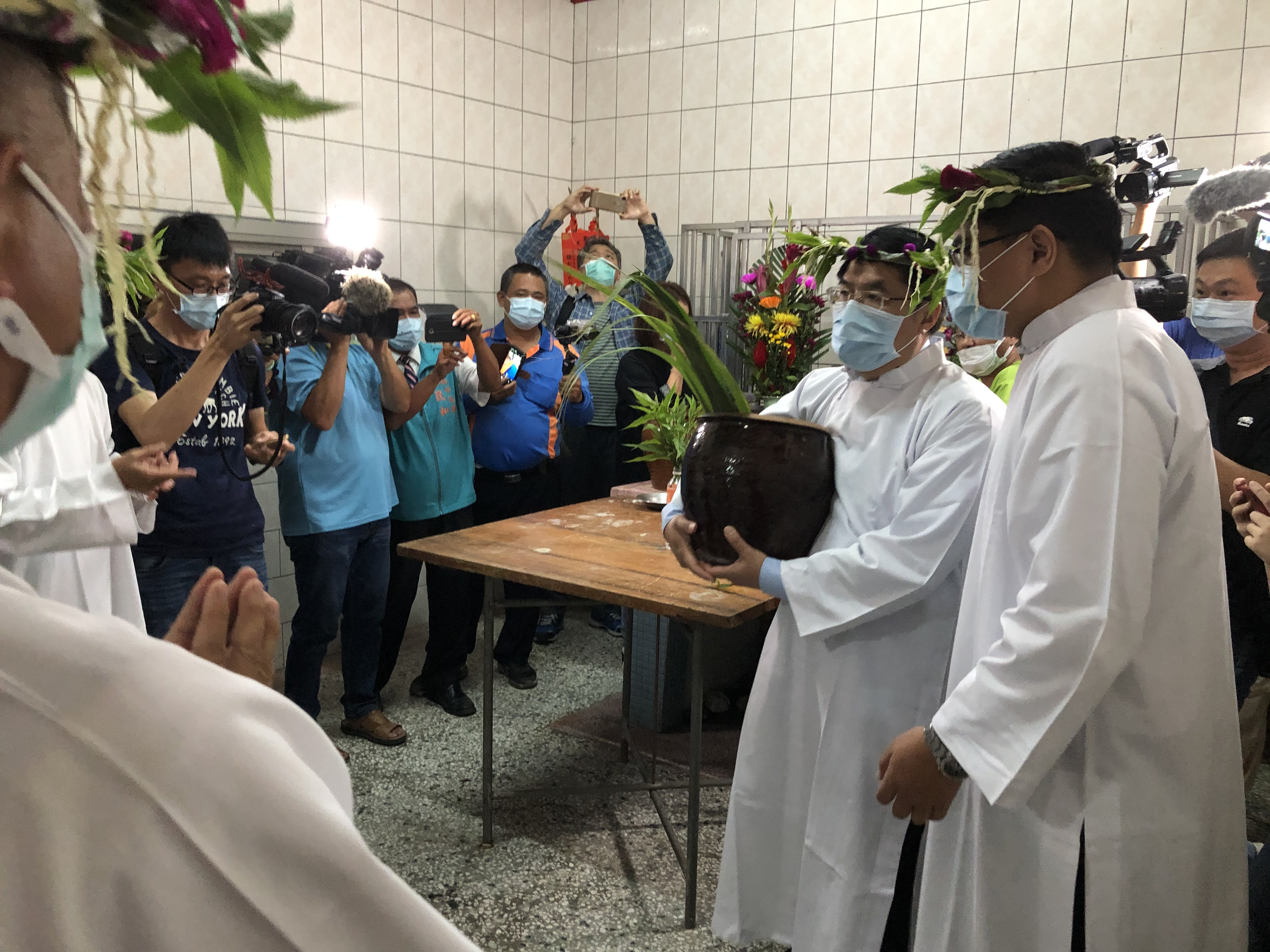
2020年北頭洋夜祭時，位於北頭洋立長宮的請壺儀式。由臺南市長黃偉哲進行請壺，由於時值武漢肺炎疫情，在場者皆戴口罩參與祭典。

北頭洋公廨早年曾有相當完整的祭儀，如吳新榮在1953年發表的〈飛番墓與阿立祖〉一文中曾有記錄。然而隨著時空演變，已逐漸淡忘。:31-32在1994年出版的《南瀛平埔誌》中，劉還月則觀察到「舊時的尪姨祭典、牽曲以及嚎海，則早已絕跡不復見了」。當時的祭典為三月廿九日，蕭壠社群子弟將小孩帶至公廨，拜阿立祖為契父、獻上酒和檳榔，取茅草葉結成頸圈，給小孩戴在頭上，不拜契的子弟則以檳榔、酒和粽子祭祀阿立祖，以及罐頭等現代食品，已經相當簡化。:93-94
民國八十八年(1999年)初，時任立委的蘇煥智有感於蕭壠社族群在三百多年來的變遷走向失落，因此邀請臺大歷史系教授吳密察、民俗學家徐瀛洲協商，決定以推動「蕭壟社阿立祖文化活動」為起點，逐步尋訪蕭壠社，踏尋失落的臺灣。:33在蘇煥智奔走籌劃下，同年重新恢復北頭洋平埔夜祭的舉辦。該年的北頭洋平埔夜祭選在北頭洋立長宮舉行，但隔年(2000年)鑑於立長宮的空間不夠寬廣，又適逢「北頭洋文化館」建蓋完成，因而移師該館前廣場舉行。
在1999年至2000年間的北頭洋年度祭儀以拷貝同屬蕭壟社的吉貝耍部落祭儀為主，夜祭儀式及牽曲由吉貝耍部落的尪姨李仁記等人協助牽曲、主持夜祭儀式，隔年（2000年）還從日本邀請曾於日治時期記錄北頭洋公廨祀壺文化的學者國分直一參加夜祭，一度造成轟動。唯2001年吉貝耍尪姨李仁記不幸往生，由當地擔任王爺起乩的黃仙註起乩，成為阿立祖代言人。:249黃仙註身體微恙後，民國九十八年（2009年）由其子黃豐榮接任其職。:80
民國九十三年(2004年)起，北頭洋平埔夜祭再次移師新落成的「佳里北頭洋平埔文化園區」舉行。
2009年10月8日，「北頭洋平埔夜祭」被指定為無形文化資產民俗類。
2020年農曆三月二十九日（4月20日）舉行的北頭洋平埔夜祭，正值武漢肺炎疫情，並未取消夜祭；然而夜祭也縮小規模，蕭壠社北頭洋發展協會在向阿立祖博杯（擲筊）請示下，阿立祖同意本年仍舉辦夜祭。唯協會為考量防疫，取消了小飛番走鏢、十字繡刺繡、農產展售等夜祭相關活動，避免群聚的風險。並將路跑暫延到6月，僅單純舉辦北頭洋夜祭。外賓則僅邀臺南各地西拉雅族親出席交流。入場更須測量體溫、戴口罩、手部消毒。跳牽曲的族人都要戴上口罩，為史上頭一次。

## 外部連結
- 佳里北頭洋平埔夜祭（页面存档备份，存于），臺灣宗教文化地圖。
- 佳里北頭洋平埔夜祭（页面存档备份，存于），臺南市文化資產管理處文化資產查詢。